# Plectris archidonensis
Plectris archidonensis är en skalbaggsart som beskrevs av Moser 1924. Plectris archidonensis ingår i släktet Plectris och familjen Melolonthidae. Inga underarter finns listade i Catalogue of Life.